# Frederiksborg Amt

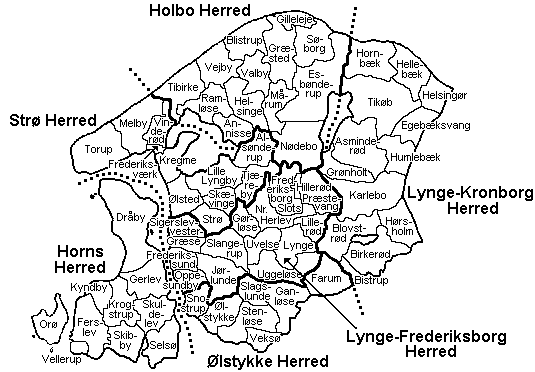

Frederiksborg Amt [fʀɛðəʀegsˈbɔːʔʀ]  war eine dänische Amtskommune auf Nordseeland. Hauptort war Hillerød. Seit 2007 gehört das Gebiet zur Region Hovedstaden.
Geologisch gesehen handelte es sich überwiegend um eine Grundmoränenlandschaft. Von Norden nach Süden wurde es von einer Endmoräne durchzogen mit der höchsten Erhebung Multebjerg (89 m.o.h.) östlich von Helsinge.

## Entwicklung der Bevölkerung
bis 1921 Stand 1. Februar, ab 1971 Stand 1. Januar, Ausnahmen s. u.:
- 1769 – 037.841 (15. Januar)
- 1787 – 041.859 (1. Juli)
- 1801 – 047.939
- 1840 – 070.225
- 1850 – 074.986
- 1860 – 079.508
- 1870 – 081.625
- 1880 – 082.611
- 1890 – 084.008
- 1901 – 089.666
- 1911 – 096.213
- 1921 – 105.561
- 1930 – 113.831 (5. November)
- 1940 – 123.743 (5. November)
- 1950 – 147.695 (7. November)
- 1960 – 181.663 (26. September)
- 1970 – 259.442 (9. November)
- 1971 – 260.825
- 1972 – 269.687
- 1973 – 279.783
- 1974 – 290.397
- 1975 – 298.578
- 1976 – 306.297
- 1977 – 313.693
- 1978 – 320.871
- 1979 – 325.855
- 1980 – 329.141
- 1981 – 329.992
- 1982 – 329.815
- 1983 – 331.349
- 1984 – 332.852
- 1985 – 334.952
- 1986 – 337.241
- 1987 – 339.627
- 1988 – 339.914
- 1989 – 340.513
- 1990 – 341.067
- 1991 – 342.864
- 1992 – 344.559
- 1993 – 346.108
- 1994 – 348.491
- 1995 – 350.236
- 1996 – 353.674
- 1997 – 356.854
- 1998 – 359.839
- 1999 – 363.098
- 2000 – 365.306
- 2001 – 368.116
- 2002 – 370.555
- 2003 – 372.276
- 2004 – 373.688
- 2005 – 375.705
- 2006 – 378.686

## Kommunen
(Einwohner 1. Januar 2006)
- Allerød Kommune (23.498)
- Birkerød Kommune (22.321)
- Farum Kommune (18.737)
- Fredensborg-Humlebæk Kommune (20.025)
- Frederikssund Kommune (19.144)
- Frederiksværk Kommune (20.691)
- Græsted-Gilleleje Kommune (20.843)
- Helsinge Kommune (19.517)
- Helsingør Kommune (61.340)
- Hillerød Kommune (38.102)
- Hørsholm Kommune (24.317)
- Hundested Kommune (9.822)
- Jægerspris Kommune (9.520)
- Karlebo Kommune (19.106)
- Ølstykke Kommune (15.681)
- Skævinge Kommune (6.225)
- Skibby Kommune (6.892)
- Slangerup Kommune (9.435)
- Stenløse Kommune (13.470)